# 阿根廷历史
阿根廷历史指代现今阿根廷共和国领土内历史，大致可以分为四段时期，分别是前哥伦布时期（16世纪以前）、殖民时期（1530年至1810年）、国家建设时期（1810至1880年）和现代（自1880年至今）。
在阿根廷巴塔哥尼亞最南端，发现距今约13,000年的人类遗骸。自公元前18世纪以来，早期农业和陶器文明在安第斯山脉西北部陆续出现。阿根廷信史始於1516年，胡安·迪亚斯·德索利斯遠征拉普拉塔河時，德裔編年史家乌尔里希·施米德尔的记载，標誌著西班牙開始佔領該地區。
1776年，西班牙王室设立拉普拉塔总督辖区。在1810年五月革命后，该地区逐渐形成多个自治实体（或称省）或独立国家，其中之一名为拉普拉塔联合省。伴随着隨著1816年7月9日独立宣言和1824年西班牙帝國的战败，联合省确立了其主权，并成为了现阿根廷共和國。1833年，大英帝国军事占领了马尔维纳斯群岛，自此以后阿根廷一直要求归还该群岛。
经过漫长的内战时期，阿根廷共和国通过1853年宪法以联邦共和国的形式建立。阿根廷通过战争征服了马普切人、特韦尔切人、兰克尔人、维奇斯人、托瓦人，史称沙漠征服和查科征服，由此获得了大查科、潘帕斯平原和巴塔哥尼亚东部。
阿根廷在1862年至1930年间经历一段稳定的宪政时期，在此期间，由于大量意大利和西班牙移民，阿根廷人口增长迅猛。随着1912年萨恩斯·培尼亚法颁布规定男性普选权和1951年承认女性选举权，带来了一系列民选政府的出现。然而，自1930年军队干预政治，诞生了一系列军事独裁政权、欺诈性政权以及选举合法性有限的政府。
1982年，马尔维纳斯战争战败后，距今最后一个独裁政权倒台并因危害人类罪受到审判。自1983年阿根廷进入民主时期。

## 印第安人時期

早期人類遷徙主要路徑圖（数字代表智人迁徙距今年份）
█ 直立人 █ 尼安德特人 █ 智人

首批抵达阿根廷土地的智人推测是经由智利并在巴塔哥尼亚南端定居。现发现在阿根廷最古老的人类遗迹可追溯至公元前11,000年的圣克鲁斯省Piedra Museo，该遗迹与智利蒙特贝尔德、巴西Pedra Furada是南美洲已发现的早期人类遗迹并是遷徙新大陸模型中前克洛维斯理论的证据（即在克洛维斯人抵达美洲前的人类）。

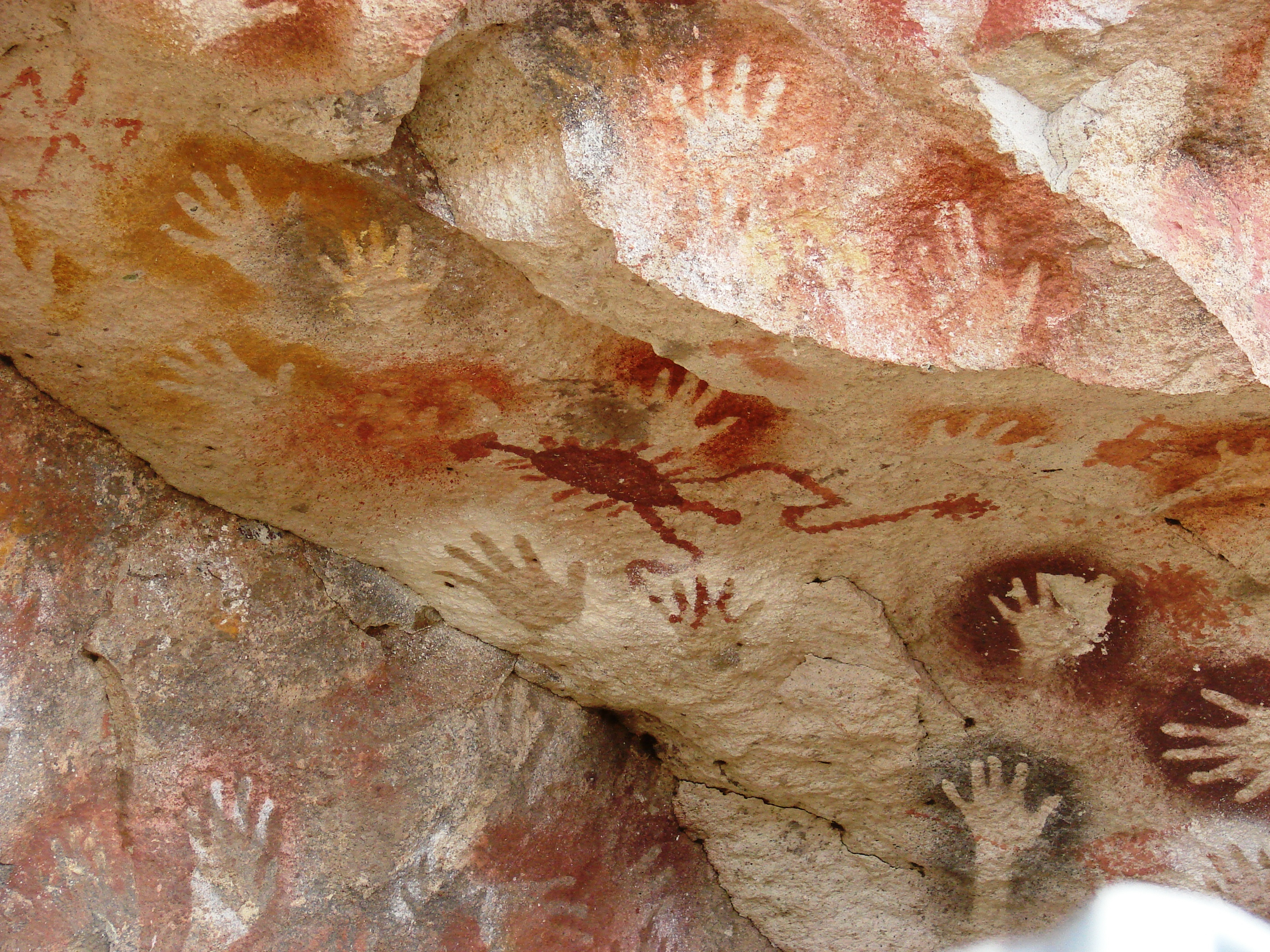
手洞

早期定居者热衷于狩猎达尔文磨齿兽、Hippidion saldiasi、Lama gracilis、原駝和美洲鸵鸟。在该遗迹附近的手洞可以见到公元前7300年左右的壁画，现已列入联合国科教文组织世界遗产。
早期原住民在巴塔哥尼亞、潘帕斯平原和大查科狩獵採集，而农耕文化定居在西北地区、库约、科爾多瓦山脈以及后来的美索不达米亚地区。其中，西北地区的Tastil是殖民时期前最大的城市，人口2000人。
公元前9000年，潘帕斯平原已有人类定居，而阿根廷西北地區则在公元前7000年左右开始有人居住。
在西班牙殖民前，阿根廷土地上有着不同的原住民生活着，大致可分为三类：
- 基本狩猎采集者，如大火地岛的雅加人和haush（西班牙语：haush）、居住在巴塔哥尼亚、潘帕斯草原和查科地区的狩猎采集者。
- 高级狩猎采集者，如中东地区的Pámpidos、潘帕斯平原的hets、巴塔哥尼亚的Tehuelches和查科地区的托瓦人和维奇斯人。[5]
- 陶瓷农耕文化，如瓜拉尼人和安第斯文明。

14世纪和15世纪，印加帝國征服了现在的胡胡伊省、萨尔塔、卡塔马卡省、图库曼省西端、拉里奥哈省和圣胡安省西端、门多萨省西北部，还可能到达过圣地亚哥-德尔埃斯特罗省北部，将其并入科利亞蘇尤。传统上，这场征服归功于圖帕克·印卡·尤潘基。
印加人在此地建造道路、堡垒以及神庙，其中有蒂尔卡拉普卡拉、尤耶亚科殿、Shincal遗址等。

## 西班牙帝国时期（1516年-1806年）

坎迪诺世界地图（1502年绘）展示了1494年托德西利亚斯条约中的教皇子午线。在地图左下角，可以看到当前阿根廷所在的区域（当时仍然未知）以白色显示。

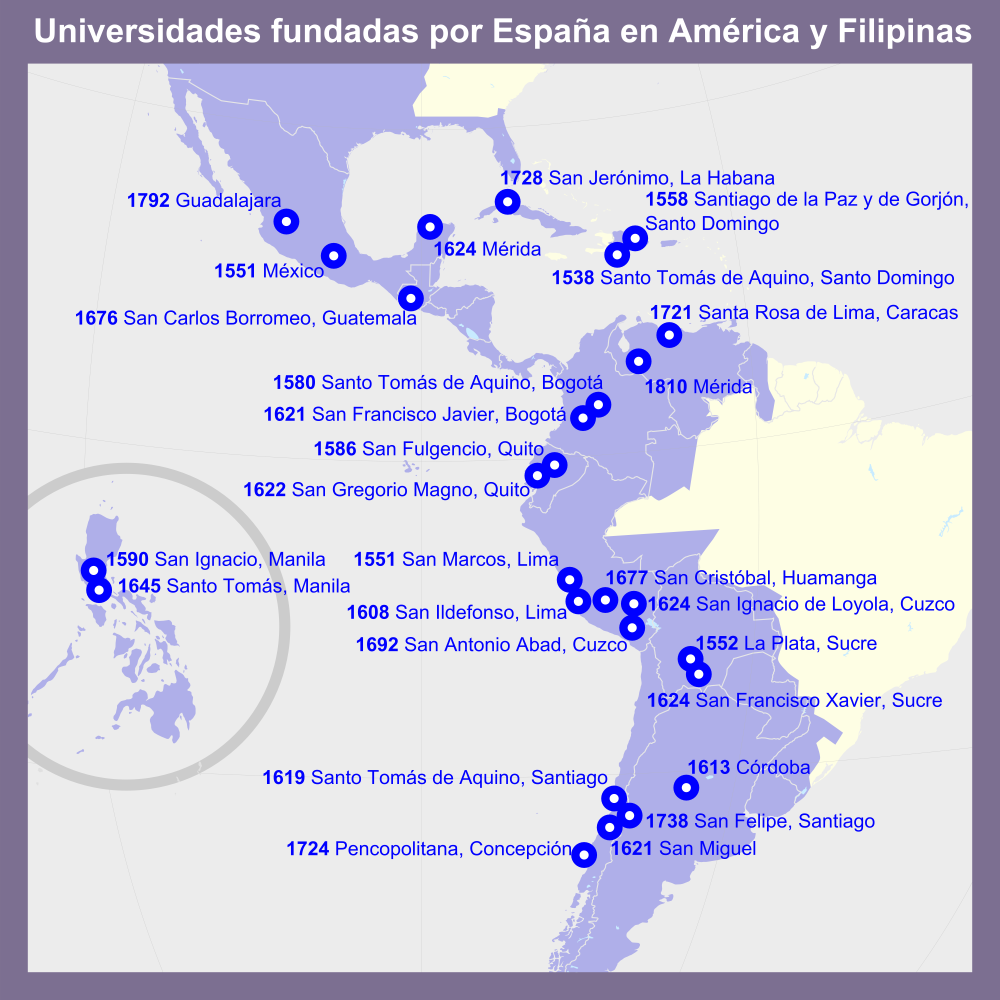
西班牙帝国在美洲以及菲律宾建立的西班牙美洲殖民地学院列表。

16世紀初，西班牙殖民者分兩路侵入阿根廷，一路從大西洋侵入拉普拉塔河地區。1502年，阿美利哥·维斯普西发现了阿根廷，這是欧洲人第一次发现阿根廷。1516年，胡安·迪亚斯·德索利斯抵達阿根廷。1527年由S.卡波特率領的西班牙考察隊在巴拉那河羅薩里奧附近的聖斯皮里圖斯建立第一個西班牙殖民據點。1536年2月，安东尼奥·德·门多萨率領的另一支西班牙遠征隊到達拉普拉塔河地區，建立布宜諾斯艾利斯城，阿根廷開始淪為西班牙殖民地。1580年西班牙在亞松森的統治者J.德·加拉伊將布宜諾斯艾利斯劃歸亞松森管轄，阿根廷西北部劃歸智利都督區管轄。同年，西班牙人將布宜诺斯艾利斯變為永久殖民地。1776年，西班牙設置以布宜諾斯艾利斯為首府的拉普拉塔总督区。
西班牙对现阿根廷的部分领土的征服可以分为三个阶段：西班牙对拉普拉塔河以及巴拉圭河的远征，在秘鲁组织向图库曼的远征，以及从智利出发对库约地区的远征。从而产生了三个行政区划：新安大路西亚州（后分为拉普拉塔河州以及巴拉圭州），图库曼州和库约区。前者隶属于秘鲁总督辖区，而后者属于智利都督府。在1779年这三个成为拉普拉塔总督辖区的一部分。
在西班牙帝国中，社会统一是通过共同的天主教會信仰完成。（1537年教宗保禄三世颁布Sublimis Deus诏书，宣布土著人民具有成为基督徒的能力）
这一时期，大部分原住民在欧洲人到来后造成的灾难中死亡，这反过来导致西班牙帝国在撒哈拉以南非洲绑架数百万名奴隶。尽管血统纯正法禁止混血，但社会普遍混合，其中西班牙男性与数十甚至数百名土著和黑人女性（通常为胁迫）发生性关系。这种情况导致了非西班牙本土的涵化过程以及对征服时期前的身份模糊。
1542年11月20日，西班牙国王卡洛斯一世在巴塞罗那通过Real cédula签署了印第安新法，建立秘鲁总督辖区，取代了新卡斯蒂利亚州和新莱昂州，同时巴拿马皇家审问院被转移至新总督府“诸王之城”利马。
新建立的总督区通过各种形式控制巴拿马地峡和南美洲大部分地区近三百年，涵盖了现今阿根廷、乌拉圭、巴拉圭、玻利维亚、哥伦比亚、智利、厄瓜多尔、巴拿马、秘鲁以及巴西西部和南部地区。委内瑞拉通过圣多明哥皇家审问院受新西班牙总督辖区管辖，而巴西则属于葡萄牙帝国。

1556年至1665年，费利佩二世、费利佩三世和费利佩四世下的西班牙帝国，包括绘制和声称的领土、海洋主张（mare clausum）等方面。

Audiencias del Virreinato del Perú, hacia 1650: (1) Real audiencia de Panamá, (2) Real audiencia de Santa Fe de Bogotá, (3) Real audiencia de Quito, (4) Real audiencia de Lima, (5) Real audiencia de La Plata de los Charcas y (6) Real audiencia de Chile.

在总督时期，由于居住在这些领土（以查科、潘帕斯和巴塔哥尼亚地区）的土著人民的抵抗，西班牙帝国无法征服现今阿根廷的的大部分领土。
特维尔切人直到18世纪统治着潘帕斯草原和巴塔哥尼亚。18世纪，一支来自阿劳卡尼亚的马普切人进入，同化了巴塔哥尼亚北部和潘帕斯草原的民族，形成了Puelmapu。
在查科平原上，Wichís和Qom占主导地位。在巴拉那河上游和乌拉圭河上游地区，耶稣会士在此建立耶稣会传教区，以保护瓜拉尼人免受西班牙监护征赋制和葡萄牙巴西奴隶猎取队的奴役做法，这后来导致了17554年至1756年的瓜拉尼战争。
拉普拉塔河地区在西班牙帝国和葡萄牙帝国在全球范围内保持对抗下，存在边境争议，致使巴西人与拉普拉塔河人的斗争，并在七年战争中第一次塞瓦洛斯远征和1776年至1777年西班牙与葡萄牙战争期间第二次塞瓦洛斯远征中上升到军事冲突。

## 民族国家的兴起 （1806年-1852年）
传统的拉美和阿根廷史学解释说，始于19世纪初的西班牙殖民地的独立运动构成了与西方殖民主义决裂的时刻，让位于独立于欧洲帝国的民族国家的建立。与这一观点相距甚远的是，一些社会科学家认为，政治独立的过程并没有与殖民主义的深刻过程决裂，他们创造了“共和的克里奥尔国家”或 “殖民国家”，这些国家是独立的，但在国内和全球都保持着作为殖民主义特征的种族主义的排他逻辑。
1806年和1807年，在欧洲拿破仑战争的框架内，发生了英国对拉普拉塔河的入侵。霍姆·里格斯·波帕姆和威廉·貝雷斯福德率领第一支部队在基尔梅斯登陆并控制了布宜诺斯艾利斯市45 天，直到它被聖地牙哥·德·利尼爾斯率领的军队从蒙得维的亚驱逐出境。1807年，由約翰·懷特洛克率领的规模更大的第二次进攻（大约8,000名士兵参与）被成功抵抗。
冲突产生了政治后果：总督辖区内现行的制度性法律被打破；总督拉斐爾·德·索布雷蒙特在入侵期间逃离，而胜利的利尼爾斯是在没有西班牙国王直接干预的情况下，由民众赞誉选出的。在第二次冲突中，士兵不足，无法指望大都市的帮助，因此被忽视的人群获得了武器和军队指挥权。这使他们能够更大程度地干预公共生活事务。其中突出的是帕特里西奧军团，由克里奥尔人组成，由科爾內利奧·薩維德拉指挥。
美国独立（1776）、法国大革命（1789）和启蒙运动的新思想，结合克里奥尔人、原住民和美洲黑人反对西班牙帝国的斗争传统，提倡自由思想，拉丁美洲的平等和独立。
1810年的五月革命罢免并驱逐了总督巴爾塔薩·伊達爾戈·德西斯內羅斯，并在公开议会之后宣布成立第一个主要由拉普拉塔联合省的克里奥尔人组成的政府，称为第一军政府（la Primera Junta）。
1810年至1820年间，出现了两个军政府、两个三人执政团和督政府，这是一种一人集权的政府形式。在此期间，政府的主要关注点是巩固内部秩序并面对美洲保皇党军队的抵抗。1816年，南美联合省在图库曼议会上宣布独立。

### 解放运动条目：阿根廷独立战争
何塞·德圣马丁、曼努埃尔·贝尔格拉诺和馬丁·米格爾·德古梅斯是独立战争中的一些主要爱国者指挥官。贝尔格拉诺受命指挥北方军队，虽然他被保皇党击败，但他为巴拉圭在1811年组建自己的政府奠定了基础。1812年，他创造了阿根廷国旗并领导了胡赫尼奥撤退（Éxodo Jujeño），此后，他在图库曼战役和萨尔塔战役中击败了西班牙人。
1816 年，圣马丁组建了由4,000人组成的安第斯军，从1817年到1822年，他领导了带领智利和秘鲁独立的解放运动。与此同时，西蒙·玻利瓦尔使大哥伦比亚独立，完成了秘鲁的独立，并解放了西班牙在南美洲最后的统治堡垒玻利维亚（1824年）。
阿根廷认为圣马丁是其独立以来最伟大的军事英雄，并授予他“国父”的称号。在女性中，爱国主义集会的组织者和女权主义先驱Mariquita Sánchez de Thompson，和上秘鲁独立斗争的军事英雄、阿根廷军队的第一位女性将军Juana Azurduy非常突出，她在2009年被追赠晋升。

### 海外活动
法裔阿根廷人Hipólito Bouchard随后率领他的舰队在国外与西班牙开战，并袭击了西属加利福尼亚、西属智利、西属秘鲁和西属菲律宾。由于阿根廷人和菲律宾人之间反对西班牙殖民统治的一致，他在San Blas获得了逃亡的菲律宾人的忠诚，他们抛弃了西班牙人，加入了阿根廷军队。阿根廷解放者圣马丁的一个兄弟Juan Fermín de San Martín也是菲律宾的移民。后来，菲律宾人在反对西班牙人的菲律宾革命中采用了阿根廷五月太阳作为象征。Bouchard还从夏威夷王国国王卡美哈梅哈一世那里获得了对阿根廷的外交承认。历史学家Pacho O'Donnell声称，夏威夷是第一个承认阿根廷独立的国家。

### 内战
自1820年之前，一元派和联邦派通过一系列的内战来争夺国家的政府和经济。随着联邦派在塞佩达战役（Batalla de Cepeda）的胜利，各省自治时期开始了；各省之间的联合通过《省际条约》（tratados interprovinciales）来维持。内部斗争——通常是内陆地区反对布宜诺斯艾利斯的斗争——持续了60多年。军事独裁者（通常被称为考迪罗）在19世纪中叶统治着政治版图 ，领导着自己的军队，在许多情况下还统治着自己的省份 。
1820年至1824年间，布宜诺斯艾利斯省由Martín Rodríguez统治，他的部长贝纳迪诺·里瓦达维亚进行了改革——例如1821年的第一部选举法，仅适用于布宜诺斯艾利斯省——为了增加国库，他与巴林银行没收了所有属于宗教团体的资产，没收了卢汉圣母圣殿、慈善兄弟会成员（de los de la Hermandad de Caridad）、Santa Catalina医院（del Hospital de Santa Catalina）等的财产。为了捍卫阿根廷的天主教会财产和反对里瓦达维亚的反天主教主义，1823年3月19日，由Gregorio García de Tagle领导的“使徒革命”（Revolución de los Apostólicos）爆发了，但经过数小时的战斗后失败。
里瓦达维亚政府的任意和单方面的剥夺，以及天主教会在国家独立过程中的贡献，是造成目前由第21.540号法律 “分配给属于罗马天主教使徒教派的某些要人”所规定的对该教派支持的原因。
1824 年，Juan Gregorio de Las Heras接替Rodríguez担任布宜诺斯艾利斯省长，他召开了旨在统一全国的国会。
1825 年，在阿根廷政府的支持下，由胡安·安東尼奧·拉瓦列哈领导的一群东岸人和来自其他省份的东岸人，称为「三十三東岸人」，进入拉普拉塔河东岸区驱逐巴西占领者，在随后的弗鲁克图奥索·里维拉的帮助下, 几个月后，巴西军队撤出，并于8月25日在佛罗里达会议（Congreso de Florida）上宣布东岸领土从巴西独立，并与构成拉普拉塔河联合省或阿根廷的各省统一。巴西向阿根廷宣战。1826年，国会任命具有一元派倾向的里瓦达维亚为总统，继续推行布宜诺斯艾利斯政府一直推行的以布宜诺斯艾利斯港的利润为基础的自由贸易经济政策。

### 悬挂阿根廷国旗的马尔维纳斯群岛（1810-1833）
阿根廷坚持认为，它在独立后继承了西班牙在“保持占有”理论和“国家继承”理论下的权利，因此从1810年起行使了“征用权”。1859年西班牙承认阿根廷独立时，明确放弃了对阿根廷领土的权利，这包括马尔维纳斯群岛，追溯到1810年5月25日。
1820年11月6日，为拉普拉塔联合省服务的美国上校David Jewett指挥Heroína号巡防舰以联合省政府的名义在索莱达港（Puerto Soledad）占领了马尔维纳斯群岛。
Jewett让阿根廷国旗首次在该地升起，并将有关它的信息分发给了那里的不同国籍的海狮和鲸鱼捕猎者。英国探险家詹姆斯·威德尔见证了这一事件。
欧洲媒体报道了这一消息。该群岛一直处于联合省的和平占有之下，直到1833年英国的占领。
1825年2月2日，英国签署了一项友好、通商和航海条约，其中承认联合省的独立以及其领土范围的存在，包括它在1820年占领的马尔维纳斯群岛，并行使其他主权行为，包括设置和任命地方政府。还应补充的是，在条约中，联合王国并未对这些岛屿提出任何要求，并且该条约暗示认可这种承认的法律后果。
1829年6月10日，为了加强阿根廷国家的存在，布宜诺斯艾利斯省省长Martín Rodríguez和他的部长Salvador María del Carril通过一项法令，设立了大西洋马尔维纳斯群岛和合恩角附近的政治和军事司令部，总部设在索莱达岛，并管辖合恩角附近面向南大西洋的岛屿。Luis Vernet是该职位的第一任负责人。
1830年2月5日，Vernet的女儿Matilde Vernet y Sáez在索莱达港出生，她是第一个出生在马尔维纳斯群岛的人，也是1833年英国占领该地之前第一个阿根廷人后裔。

### 里瓦达维亚总统时期和与巴西的战争（1826-1828）
1826年，旧联盟各省的代表认为有必要开会以达成统一战线来对抗巴西。曾在欧洲从事外交工作并因担任Martín Rodríguez的部长而闻名的里瓦达维亚，以30票对5票当选为总统。在他的任期内，他领导联合省实现了他所渴望的统一，这在当时也是必要的。
1826年2月9日，总统将《首都法》草案提交给国会，旨在需要一个领土空间来治理全国，该草案获得25票支持和14票反对而顺利通过。该法将布宜诺斯艾利斯市定为国家首都，并扩大其领土范围。首都不受制于省的隶属关系。布宜诺斯艾利斯的其他地区成为了一个新省份，但它失去了首都、港口，因此也失去了最强劲的经济收入来源。
另一项法律是建立国家银行，其正式名称是拉普拉塔联合省银行（Banco de las Provincias Unidas del Río de la Plata），资本金为一千万比索，其中三百万比索来自布宜诺斯艾利斯省贷款，一百万来自Descuentos银行。这与布宜诺斯艾利斯省提供的贷款 3,000,000、Banco de Descuentos 提供的 1,000,000，以及每年认购的每股 200比索的股份。银行的行政管理将由董事会负责。
1826年5月18日颁布了《租借法》（la Ley de Enfiteusis），其中因受英国债务担保影响而被禁止出售的公共土地，从1827年1月1日起被赋予不少于20年的租借。
立法的高潮是1826年的宪法。宪法分为10个部分，共191条，规定在代议制、共和制和单一制下组织国家。最后一节要求将宪法文本提交给各省和首都批准，但遭到各省反对。这次反对是对国会的最后一击。
里瓦达维亚鼓励用英国资本成立股份公司，以开采矿产资源。
在战争方面，尽管在冲突开始时，巴西帝国军队比共和军强大，但联合省在三年的海上和陆上战役中多次击败巴西，其中最重要的是Ituzaingó战役。
然而，两国发生的经济和政治问题，特别是巴西海军对布宜诺斯艾利斯港的封锁和陆上的僵局（因为科洛尼亚-德尔萨克拉门托和蒙得维的亚在整个冲突期间都在巴西的控制之下）使得启动和平谈判成为明智之举。
1827年，阿根廷全权大臣Manuel José García越俎代庖，与巴西人签署了一份初步和平协议，承认帝国拉普拉塔河东岸区（今乌拉圭）的主权，并承诺向巴西支付战争赔偿金。里瓦达维亚总统宣布这是“可耻的条约”，拒绝接受并引咎辞职。
冲突一直持续到1828年8月27日，当时拉普拉塔联合省共和政府的代表与巴西皇帝签署了《初步和平公约》（Convención Preliminar de Paz），同意东岸的独立，并停止敌对行动。

### 胡安·曼努埃尔·德罗萨斯政府时期（1829-1852）
1829 年，出生于布宜诺斯艾利斯的联邦派胡安·曼努埃尔·德罗萨斯担任了布宜诺斯艾利斯省省长，拥有“特殊权力”，并保持了代表联合省进行外交活动的权力。他以铁腕统治和强烈的个人主义特制统治到1832年。他在巴塔哥尼亚开展了一场运动，在那里他与一些原住民部落作战并与其他部落谈判，以将该国边界向南部延伸。从1832年到1835年，先后有三位软弱的省长：胡安·拉蒙·巴尔卡塞（Juan Ramón Balcarce）、胡安·何塞·比亚蒙特（Juan José Viamonte）和曼努埃尔·比森特·马萨（Manuel Vicente Maza）。三人因来自德罗萨斯支持者的压力而辞职，最后一个是因科尔多瓦的Reynafé兄弟在Barranca Yaco暗杀了拉里奥哈省省长Facundo Quiroga而辞职。1833年，英国占领了马尔维纳斯群岛。
1835年，在这种无政府状态下，罗萨斯被选为布宜诺斯艾利斯省省长，并拥有所谓的“公共权力总和”，也就是他个人总结的国家三权。随后的全民公决使他的任命广泛合法化。他发起了保护主义经济政策，并制定了省际协定（如联邦协定），尽管没有明确促进新产业。他还实施了有利于大众的措施，例如全面禁止黑奴贸易，这些黑奴的子女在五月革命后已经获得了自由。他建立了一个以迫害反对者为特征的政权——打着“一元派野蛮人去死”的口号——许多反对者被处决、谋杀或选择流亡邻国。他的集权政策在国内引发了反对他的起义，他的独裁主义引起了“1837一代”浪漫主义者的反对，这是一群有影响力的年轻知识分子，其中包括Juan Bautista Alberdi、Esteban Echeverría和多明戈·福斯蒂诺·萨米恩托，他们在文学馆（Salón Literario）上严厉批评了政权。
1838年至1840年间，罗萨斯面临法国封锁，封锁是由于拒绝接受法国公民的福利而导致的。该行动促进了叛乱并统一了反对派，但又被瓦解，导致罗萨斯的力量得到加强。在1843年至1851年间，他击败了强大的北方各省联盟，围攻蒙得维的亚，帮助被推翻的乌拉圭前总统曼努埃尔·奥里韦。1845年，他在Vuelta de Obligado战役中抵抗英法海军封锁，并成功镇压了科连特斯省的最后一次起义。
在他执政的最后几年，罗萨斯以象征性的方式多次辞职。恩特雷里奥斯省省长胡斯托·何塞·德乌尔基萨以他所谓的“声明”接受了其中一次辞职，并决定亲自接管他所在省份的外交事务。罗萨斯以愤怒的谩骂作为回应，但他的军事反应还不够：他们在1852年2月3日的卡塞罗斯战役中相遇。在这场南美历史上规模最大的战役中，由乌尔基萨指挥的三万多人的“大军队”（包括来自巴西、乌拉圭、恩特雷里奥斯、科连特斯和政治流亡者的部队）打败了2.2万人的联邦军队。
罗萨斯流亡到了英国。两星期后，乌尔基萨胜利进军布宜诺斯艾利斯，随后对罗萨斯主义的主要人物进行了处决。

### 英军占领马尔维纳斯群岛（1833）
1832年12月20日，美国海军列克星敦号护卫舰摧毁了索莱达港的军事防御设施，随后大不列颠及北爱尔兰联合王国于1833年1月3日通过军事行动占领了马尔维纳斯群岛，阿根廷对该地的占领结束。尽管与阿根廷联邦保持和平关系，英国还是用两艘军舰驱逐了26 名阿根廷驻军，他们在两天后离开 。从那时起，除了1982年短暂的马岛战争外，这些岛屿一直处于英国统治之下。

### 首次南极半岛和南部海域探险
1815年，在拉普拉塔联合省服役的爱尔兰海军准将Guillermo Brown发起了一场行动，骚扰太平洋上的西班牙舰队，当赫拉克勒斯号和特立尼达号在穿越合恩角时，它们与南纬65度平行行驶。在名为《1813-1828年阿根廷共和国海军行动》（Acciones navales de la República Argentina, 1813-1828）的海军部回忆录中，Brown写道：
绕过合恩角后，经受了这部分的盛行风，到达南纬65度后，这部分的海面显得非常平坦，地平线清晰而平静，没有什么不好的迹象，说明离陆地不是很远，双桅船特立尼达号失去了船头破浪处……

## 国家组织（1853-1880）
卡塞罗斯战役后，签署了圣尼古拉斯协定（Acuerdo de San Nicolás），该协定要求召开制宪会议以建立联邦国家，并任命卡塞罗斯战役的获胜者Justo José de Urquiza为联邦的临时元首。然而，布宜诺斯艾利斯省在一元党的巴托洛梅·米特雷的领导下击败罗萨斯主义者后进行了重组，并决定不批准该协议，以“布宜诺斯艾利斯州”的名义脱离联邦。
1853 年，十三个省（卡塔马卡、科尔多瓦、科连特斯、恩特雷里奥斯、胡胡伊、拉里奥哈、门多萨、萨尔塔、圣胡安、圣路易斯、圣菲、圣地亚哥德尔埃斯特罗和图库曼）在圣菲制宪会议上批准建立阿根廷共和国的1853年宪法——直到 1860 年才称为阿根廷联邦——基于共和、代议、联邦和自由原则。
居住在巴塔哥尼亚土著领土（瑟尔科南人、雅加人、Tehuelches人、马普切人和Ranqueles人）和大查科（Guaicurúes人、Matacos人、Vilelas人）的原住民不属于任何省份，因此没有考虑他们的最终代表权。多年后，阿根廷共和国通过战争征服了这些领土，将人民组织成一系列被称为“国家领土”的实体。缺乏代表权和政治权利，直到一个多世纪后各地的省级化——米西奥内斯、拉潘帕、查科、福莫萨、内乌肯、内格罗河、丘布特和圣克鲁斯在20世纪中叶省级化 ，火地岛、南极和南大西洋诸岛在1991年成为阿根廷的省份。
在1853年的总统选举中，德乌尔基萨当选为联邦总统。
由于没有重要的贸易港口，布宜诺斯艾利斯离开联邦极大影响了联邦各省的经济，这也是内战再次爆发的原因。在Cepeda战役（1859 年）、San José de Flores条约、1860年宪法改革和1861年的Pavón战役之后，该国在布宜诺斯艾利斯的霸权和巴托洛梅·米特雷的领导下实现了统一，他实际上担任了联邦总统，但没有停止担任布宜诺斯艾利斯省省长，而德乌尔基萨则永远退出了政坛。
在最初的国家制宪程序完成后的三个总统任期从1862年到1880年，持续了十八年，通常被称为历史总统任期（presidencias históricas）。其中第三个总统是尼古拉斯·阿韦利亚内达，他的领导意味着民族自治党长达42年长期霸权的开始。

### 米特雷
1862年，米特雷在民族党的领导人中稳固了他的权力，并当选为宪法总统。他发起政策制定进程，通过了重要的法律，并促进了移民和教育。他残酷地打压各省级军阀的抵抗，尤其是Chacho Peñaloza的抵抗。
巴拉圭的弗朗西斯科·索拉诺·洛佩斯入侵并占领了科连特斯，阿根廷与巴西和乌拉圭结盟，通过三国同盟战争推翻了它。另一种说法认为，这场战争是由于当时最发达国家的出海口封锁，在一项协议中，巴西和阿根廷受到英国的鼓励。这场被认为是速战速决的战争在六年后的1870年结束，使巴拉圭满目疮痍，并夺去了三万名阿根廷士兵的生命。

### 萨米恩托
1868年，多明戈·福斯蒂诺·萨米恩托接替了总统职位，萨米恩托开展了第一次全国人口普查，促进了大众教育、文化和电报的发展。他击败了最后一批联邦派军阀，签署了重要的国际条约，并结束了三国同盟战争。他鼓励欧洲移民，移民潮一直持续到20世纪中叶。1871年至1915年间，阿根廷接收了近五百万名来自不同民族和文化的移民，主要是欧洲人。

### 阿维拉内达
在经历了一场小规模的经济危机之后，民族自治党（PAN）的尼古拉斯·阿韦利亚内达接替了萨米恩托，该党将连续执政四十二年，直到 1916 年。这期间采用的是唱票制度和低代表性投票制，导致广泛的选举舞弊。阿维拉内达开始征服原住民领土。他继续推行促进欧洲移民的政策，促进工业化并批准了有利于大庄园的土地法，尽管在他任职期间，由于1873年的恐慌，国家不得不面临严重的经济衰退。1878年，在阿根廷威胁与智利冲突的时候，Py领导的探险队在圣克鲁斯河以南确保了阿根廷的主权。
1879年进行了沙漠征服，通过战争实现了国家对马普切人、Ranquel人和Tehuelches人控制的西潘帕斯平原和巴塔哥尼亚北部数百万公顷土地的有效统治的目标。这场由胡利奥·阿根蒂诺·罗卡部长领导的运动消除了马普切人的突袭和其它南部原住民的旧边界线上的威胁，代价是成千上万的土著人（主要是妇女和儿童）被奴役，并为少数牧场主谋取利益。史学界和社会、政治和人权组织认为这是一场种族灭绝。多年后，对查科地区采用了类似的方法。通过这两个进程，国家的面积几乎增加了两倍，包括其他国家声称拥有主权的领土，从而巩固了边界。另一方面，它导致这些地区的原住民人口急剧减少。
1880 年，布宜诺斯艾利斯爆发了最后一次内战，以控制国家，反对19世纪下半叶由Carlos Tejedor和巴托洛梅·米特雷领导的该国普遍存在的选举舞弊；它的失败结束了阿根廷内战时期，同时批准了第1029号法律，该法律在布宜诺斯艾利斯省转让领土后，将布宜诺斯艾利斯市联邦化，使其成为阿根廷首都。

### 罗卡
不久之后，罗卡就任总统并开始了一项在全国范围内建设公共工程的计划。他开始了长达30多年的保守派和自由派政府交替执政的时期，并以选举舞弊行为维持。

## 保守共和国（1880-1916）
在此期间，民族自治党（PAN）占据主导地位，该党在唱票制度的推动下，在选举舞弊的基础上垄断了权力，并持续了25年。
罗卡（1880-1886年担任总统）的接替者是米格尔·胡亚雷斯·塞尔曼，他于1890年因Leandro N. Alem领导的公园革命而辞职，该革命被推翻，总统一职由副总统卡洛斯·佩列格里尼接任（1890-1892）。紧随其后的是
路易斯·萨恩斯·佩尼亚（1892-1895）、何塞·埃瓦里斯托·乌里布鲁（1895-1898）、胡利奥·阿根蒂诺·罗卡（1898-1904）、曼努埃尔·金塔纳（1904-1906）、何塞·菲格罗亚·阿尔科塔（1906-1910）、罗克·萨恩斯·佩尼亚（1910-1914）和维克托里诺·德拉普拉萨（1914-1916）。
保守共和国成立之时，大英帝国在第二次鸦片战争（1856-1860）击败中国后取得世界霸权，并实施了一项国际分工计划，将工业品生产者的作用留给北欧国家。在这一计划中，它加入了一种相对成功和现代的农业出口模式，旨在在潘帕斯平原的肥沃土地上为英国工人阶级生产廉价的食品（肉类和谷物），这些土地由一小群主要来自布宜诺斯艾利斯的牧场主拥有，而英国资本则控制大部分的铁路、冷冻行业和银行。
为此，保守派政府，也被称为1880一代，引入了一些现代农业和畜牧业技术，建设了以布宜诺斯艾利斯及其港口为轴心的广泛的铁路网，推动了欧洲移民的大潮（1870-1930），移民主要是意大利农民，其次是西班牙人，使阿根廷人口在1930年占拉丁美洲人口的比例从3.5%上升到11.1%。
英国历史学家尼尔·弗格森认为，大英帝国在阿根廷和巴西的投资规模如此之大，以至于可以将这种情况描述为“非正式帝国主义”。阿根廷政府在臭名昭著的1930年代将其称为“非正式殖民地”，当时大萧条使大英帝国的全球模式陷入危机。
这些投资主要来自阿根廷政府和英国，主要用于铁路开发、港口和冷冻业等领域。许多移民和现代经济活动远离该国内陆，推动了布宜诺斯艾利斯市的发展和财富集中；成为一个繁荣的国际大都市。
然而，这种经济模式也在布宜诺斯艾利斯的畜牧业贵族手中产生了强大的财富积累；以及工人阶级的隔离、过度拥挤或隔离。与此同时，该国发展不对称，强烈迟滞了所谓的“内部”的发展，这个词是指布宜诺斯艾利斯以外的阿根廷领土。
反过来，移民也从欧洲带来了社会主义和无政府主义的理想，保守派打击和镇压了这些思想，包括禁止这些人进入该国。
民族自治党通过选举舞弊主导了阿根廷政坛，统治直到1916年，而四年前的1912年批准了（男性）不记名普选的萨恩斯·佩尼亚法，使得由伊波利托·伊里戈延领导的激进公民联盟在选举中获胜。激进派曾领导过各种反对政权的革命尝试，他们鼓励了新兴的阿根廷中产阶级的壮大。

### 1890年代的革命
1890年7月26日，由Leandro Alem 、巴托洛梅·米特雷 、Aristóbulo del Valle、Bernardo de Irigoyen和Francisco Barroetaveña等新成立的公民联盟领导的政变被称为“公园革命”，旨在寻求推翻以总统米格尔·胡亚雷斯·塞尔曼为首的政府。
在政变之前，发生了一场持续两年的严重经济危机，以及反对派对腐败和威权主义的指控。成立了一个革命委员会和一个被称为33名军官之家的军事组织。其领导人包括何塞·费利克斯·乌里布鲁少尉，他将在40年后领导推翻伊波利托·伊里戈延的政变。
政变的计划是反抗军先集中在炮兵公园（今Plaza Lavalle），舰队将炮击玫瑰宫和雷蒂罗的军营。与此同时，民兵将俘虏总统塞尔曼、副总统佩列格里尼、陆军部长Levalle将军和参议院议长罗卡，并切断铁路和电报线。
政变于1890年7月26日黎明开始。一个武装民团占领了布宜诺斯艾利斯具有战略意义的炮兵公园，也就是今天最高法院的所在地，公园离大楼大概900米。与此同时，其它反抗军部队从四面八方向那里进军。此时，位于玫瑰宫以南的拉博卡一个海军部队的大部分士兵都加入了起义。革命部队得到了武装平民的支持，这些武装平民被组织成“公民民兵”（«milicias cívicas»）。
政府军主要在城市东北的雷蒂罗集结，在今天的圣马丁广场和雷蒂罗火车站所在的地方，曾经有一个重要的营房，对调动驻扎在各省的部队具有战略意义。早上六点，政府的关键人物都到了那里，包括总统米格尔·胡亚雷斯·塞尔曼、副总统卡洛斯·佩列格里尼、参议院议长胡利奥·阿根蒂诺·罗卡和战争部长Nicolás Levalle将军。他们将指挥忠于政府的部队以及警察局长Alberto Capdevila上校。
正当政府官员们在雷蒂罗开会时，总统塞尔曼在佩列格里尼和罗卡的建议下离开了布宜诺斯艾利斯，而他们仍然拥有政治上的指挥权。
革命部队集中在炮兵公园后，Manuel J. Campos将军改变了前一晚制定的计划，他要求部队留在公园，而不是攻打政府的地盘和玫瑰宫。绝大多数历史学家认为Campos和罗卡之间存在一项秘密协议，因为罗卡可能出于让塞尔曼总统下台的目的暗中煽动起义，但必须阻止起义军拥戴的Leandro Alem成为临时总统。
起义的舰队躲在玫瑰宫的后方，开始随机对雷蒂罗的军营、警察总局、城市南部地区和玫瑰宫进行炮击。战斗一直持续到7月29日，起义军不得不投降，但条件是政府不对他们进行清算。此次革命的伤亡人数从未确定，各种数据指称有150至300人死亡，甚至有说法称有1500人伤亡。1890年8月6日，米格尔·胡亚雷斯·塞尔曼辞去总统职务，由副总统卡洛斯·佩列格里尼接任，他任命胡利奥·阿根蒂诺·罗卡为内政部长，罗卡是该政变失败的最大受益人。

### 1905年激进派革命
1897年，由于伊波利托·伊里戈延与Bernardo de Irigoyen意见不合，布宜诺斯艾利斯省的激进公民联盟委员会被解散，该党几乎消失。这促进了激进分子核心的形成，他们承认伊里戈延为领导人，他于1903年开始重组该党。1904年2月29日，激进公民联盟全国委员会宣布在全国范围内放弃参选国会议员、首都参议员、总统和副总统，并宣布武装斗争。此时的总统是民族自治党的曼努埃尔·金塔纳。
1905年2月4日，布宜诺斯艾利斯、布兰卡港、门多萨、科尔多瓦和圣菲发生了武装起义，目的是推翻政府，而政府方面则提前获悉了这一阴谋，并下令全国戒严九十天。
在布宜诺斯艾利斯，政变策划者未能成功控制军械库，陆军总参谋长Carlos Smith将军的部队击退了伊里戈延的支持者。忠于政府的军队和警察很快夺回了被革命军突袭的警察局。在科尔多瓦，反政府武装逮捕了副总统何塞·菲格罗亚·阿尔科塔，并威胁称如果总统曼努埃尔·金塔纳不辞职，就杀死阿尔科塔；阿尔科塔没有屈服，也没有被杀。他们还逮捕了国会议员Julio Argentino Pascual Roca（前总统罗卡的儿子）和布宜诺斯艾利斯前警察局长Francisco Julián Beazley，但没有逮捕前总统罗卡，因为他已经逃往圣地亚哥-德尔埃斯特罗。
在门多萨，反抗军从国家银行夺取了三十万比索，并袭击了巴西里奥·佩蒂内中尉守卫的军营。布兰卡港等地的反抗军没有远见，也未获得当地的支持。科尔多瓦和门多萨的战斗仅持续到2月8日，最终反抗军被击败，并被判处最高8年徒刑，送往乌斯怀亚监狱。

### 1910：建国百年
1910年是展示了1880年代的成就和失败。5月25日是五月革命100周年，标志着独立的第一步。总统何塞·菲格罗亚·阿尔科塔领导的政府随后决定组织百年庆典，这将作为一项国际活动，邀请来自世界各地的知名人士出席。西班牙的伊莎贝尔公主、智利总统佩德罗·蒙特及多国代表抵达布宜诺斯艾利斯。玻利维亚和巴西总统因与阿根廷的外交关系不佳而缺席。
布宜诺斯艾利斯是庆祝活动的中心，举行了由政府和个人组织的各种仪式，文化界、军方、学校和外国团体都参加了这些仪式。在哥伦布剧院前举行了阅兵式、市民游行和盛大的表演。建立了纪念碑，恢复了国会宫和最高法院的建设。还组织了国际会议和美术展览。许多报纸发表了特别文章，其中最重要的是《民族报》出版的文章。
5月25日凌晨，一群学生游行前往拉普拉塔河观看日出。早上，五月革命纪念碑在五月广场奠基，在国会广场举行了一次小学生聚会。下午三点举行了阅兵式。
然而，在庆祝活动的同时，工会对社会和经济不平等的情况表示不满。由社会主义、革命工团主义和无政府主义领导的CORA和FORA举行了抗议活动，并威胁要举行大罢工。他们呼吁废除《居留法》（Ley de Residencia），该法授权政府在没有正当程序的情况下驱逐外国人。政府实施了戒严，警察镇压了示威者。工人政党四分五裂，罢工没有实现。
对于上流社会来说，百年庆典是欧式力量和伟大的展示，这种力量和伟大将持续多年。对于下层阶级来说，百年庆典是贵族专属的盛会。

## 激进主义当权（1916-1930）
当激进主义上台时，它提出的不仅仅是一项政府计划，而是一系列原则宣言：反对威权的事业、赔偿历史、道德恢复、尊重联邦制。
激进学说的要点之一是“反对威权的事业”的概念。“事业”是激进的事业，其理想是国家的荣誉、选举的纯洁性、国家的重组、民主以及对宪法和法律的尊重。“威权”是指民族自治党政府；反对这个威权（腐败，不公正的政权等）是激进公民联盟的“事业”，来治愈民族自治党政府造成的损害。激进学说的另一点是“赔偿历史”。这宣扬激进党政府不是来报复民族自治党政府造成的损害，而是来治愈它们，修复它们。

## 臭名昭著的十年（1930年—1943年）
1929年，根据世界标准，阿根廷是一个富裕国家。但是随着世界经济的大萧条，在1929年，阿根廷的繁荣结束。1930年，阿根廷爆发由阿根廷爱国组织支持的军事政变。
自20世紀30年代起出現軍人與文人交替執政的局面。

## 1943年革命
平民政府似乎与盟军接触并加入，但阿根廷军队（和普通阿根廷公民）的多数官员由于担心共产主义的蔓延而反对。大部分人支持保持中立，同第一次世界大战一样。
1943年6月4日，一个和军队秘密结盟的组织，联合官员集团向阿根廷总统府集合，要求总统下台。在几个小时的威胁下，总统宣布辞职。

## 庇隆时代
1946年，将军胡安·庇隆成为总统。他的民粹思想成为庇隆主义。他的妻子爱娃·庇隆在去世之前，担任政治上的领导角色。在1943年至1946年间，庇隆通过关闭110家出版商建立审查制度。在胡安·庇隆的统治时期，工会组织数量和政府活动增加。
他的政府遵循孤立主义的外交政策，并且尝试着减少对于其他国家的政治和经济影响力。庇隆扩大政府花费。他的政策导致国内的通货膨胀。从1948年初至1950年初，比索贬值70%。在1951年，通货膨胀率达到50%。
1950年代至60年代的阿根廷政变不断。阿根廷面对不断的社会和劳动力需求。
反对派被投入监狱。一些人受到拷问。

## 20世纪80年代
1982年，加尔铁里总统下令出兵收复马尔维纳斯群岛，最后以失败收场。（详情参见马岛战争）1983年，激进公民联盟（UCR）候选人劳尔·阿方辛当选总统，开始惩处在肮脏战争时期犯有反人类罪行的军人集团，联邦刑事和惩教上诉法庭给所有政变领导人下了判决。但在军方压力下，他也制定停止追究法和义务服从法，停止检举指挥系统下层的军官。阿根廷同智利和巴西的关系得到修补，通货膨胀却更甚以往，人均收入一跌再跌。庇隆党人卡洛斯·梅内姆在1989年的竞选中获胜，社会动荡和游行抗议迫使阿方辛提前辞职。
梅内姆拥抱新自由主义：固定汇率、放开商业管制、实行私有化，并拆除贸易壁垒，暂时重振经济。他赦免阿方辛执政期间获刑的官员。1994年宪法修正案允许他连任。好景不长，20世纪末的外国金融危机暴露出汇率缺乏弹性、严重依赖外资的弊端，引发外资撤出、出口崩溃、大量企业破产的危局。费尔南多·德拉鲁阿领导的激进党在1999年选举中重夺执政权。

## 2000年至今

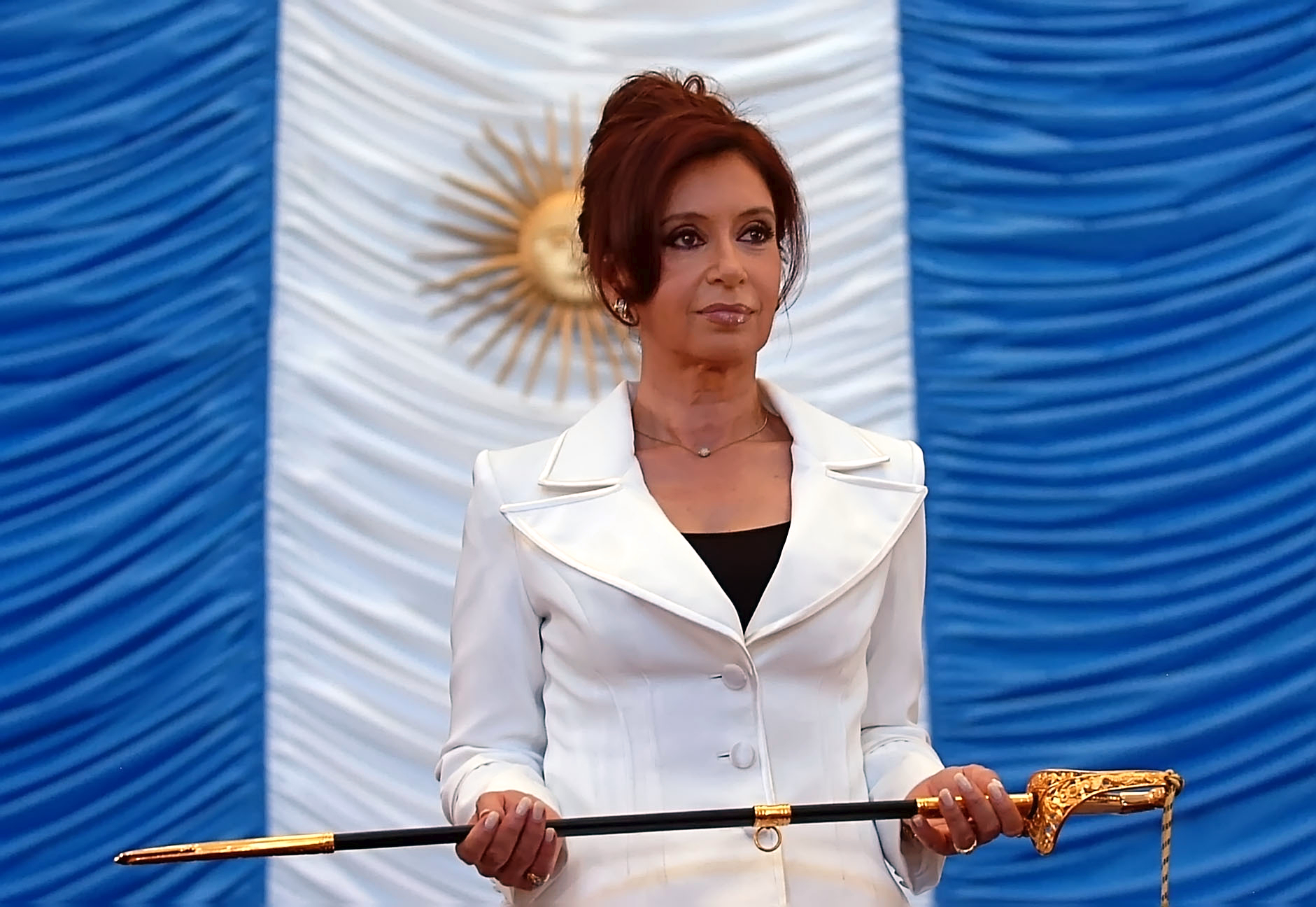
克里斯蒂娜·费尔南德斯·德基什内尔，阿根廷第一位由民主选举产生的女总统。

尽管危机开始恶化，德拉鲁阿依旧维持梅内姆的经济计划，民怨滋生。冻结银行存款以大规模的资本外逃为回应，产生新的动荡。2001年12月的暴乱迫使德拉鲁阿辞职。国会内部选举并任命爱德华多·杜阿尔德为临时代理总统，任期到2003年12月10日。他废除了梅内姆设立的固定汇率体系。2002年底，危机开始缓解，而两名抗议者的身亡迫使他提前交权。在之后提前举行的总统大选中，由左派正义党候选人内斯托尔·基什内尔当选。
在内斯托尔·基什内尔施行的新凯恩斯学派经济政策鼓励下，经济危机告终，显著的财政和贸易盈余得以实现，在危机中膨胀的贫困阶层向中产阶层过渡。在他的治理下，阿根廷偿清了国际货币基金组织的全部债务，废除了停止追究法和义务服从法，并恢复对人权纪录不良的军官的整肃。面对天文数字的违约债务，政府主导了两次债务重组。2007年底，基什内尔总统宣布将不竞选连任，并帮助其妻，参议员克里斯蒂娜参选。克里斯蒂娜于2007年10月的总统大选中以46.29%的票数当选，并于2011年连任，但经济萧条、外汇管制、进口限制、通货膨胀、腐败渎职、与美国秃鹫基金间的债务矛盾与违约问题、副总统阿马多·布杜的渎职丑闻、以及调查1994年犹太中心汽车炸弹事件的联邦检察官阿尔贝托·尼斯曼于2015年1月18日离奇死亡，其于死前称总统克里斯蒂娜、外交部长赫克托·蒂梅尔曼及其他官员协助掩盖恐怖袭击真相，并于1月19日将前往国会听证会，使得总统克里斯蒂娜及其所在的正义党胜利前线的民调支持率接连下滑，在国内及国外阿根廷使领馆接连出现主题为“我是尼斯曼”的“静默游行”，党内也出现由其夫任内的前副总统，现任布宜诺斯艾利斯省省长，总统候选人丹尼尔·肖利所引领的反对声浪，执政党更在2015年4月的首都市长初选中，以首都全部15个区失利的绝对劣势，溃败给由现任布宜诺斯艾利斯市市长、总统候选人毛里西奥·马克里所领导的共和议案党（PRO）。